# Villa Bourbon
La villa Bourbon est une maison de l'île de La Réunion, département et région d'outre-mer français dans le sud-ouest de l'océan Indien. Située à Saint-Gilles les Bains, sur le territoire de Saint-Paul, elle fait l'objet d'une inscription au titre des monuments historiques depuis le 7 juin 2018.